# Ola (plaats)
Ola (Russisch: Ола) is een nederzetting met stedelijk karakter in de Russische oblast Magadan op 27 kilometer ten oosten van de stad Magadan. Het is het bestuurlijk centrum van het district Olski. De plaats ligt aan de gelijknamige rivier Ola, waar deze in de Taoejbaai van de Zee van Ochotsk valt.

## Geschiedenis
De plaats werd voor het eerst vermeld in 1716. Van oorsprong werd de plaats bevolkt door Evenen en Orotsjen. In 1925 werd in Ola de "rode wimpel" gesticht en op 24 januari 1926 werden de lokale nomadische Evenken verenigd in de eerste rurale volostvergadering. In 1928 kwam een expeditie onder leiding van Joeri Bilibin naar het gebied voor de voorbereidingen voor de goudwinning door de Dalstroj in het stroomgebied van de Kolyma. Spoedig daarop werd een diepzeehaven bij Magadan aangelegd, waardoor Ola de functie van havenplaats grotendeels verloor. In 1931 werd er de kolchoz Poet Severa ("noordelijke weg") geopend, in 1935 een school en in 1937 de sovchoz Ola. In de Tweede Wereldoorlog werd de plaats zelfvoorzienend en werd er een landingsbaan gebouwd voor vliegtuigen.
In de jaren 50 werd een weg aangelegd tussen Magadan en Ola (de P-482) en werd de plaats het belangrijkste centrum voor de visvangst van de oblast. In 1960 werd de sovchoz omgezet naar het experimentele oblastlandbouwstation, voorzien van de modernste apparatuur en groeide uit tot het centrum voor nieuwe landbouwmethoden voor het noorden van het Russische Verre Oosten.
Door het uiteenvallen van de Sovjet-Unie daalde de bevolking van 10.122 in 1989 naar 6.842 in 2002.

## Economie
In de plaats staat een visverwerkend bedrijf. Ook worden er constructiematerialen geproduceerd.